# SSID

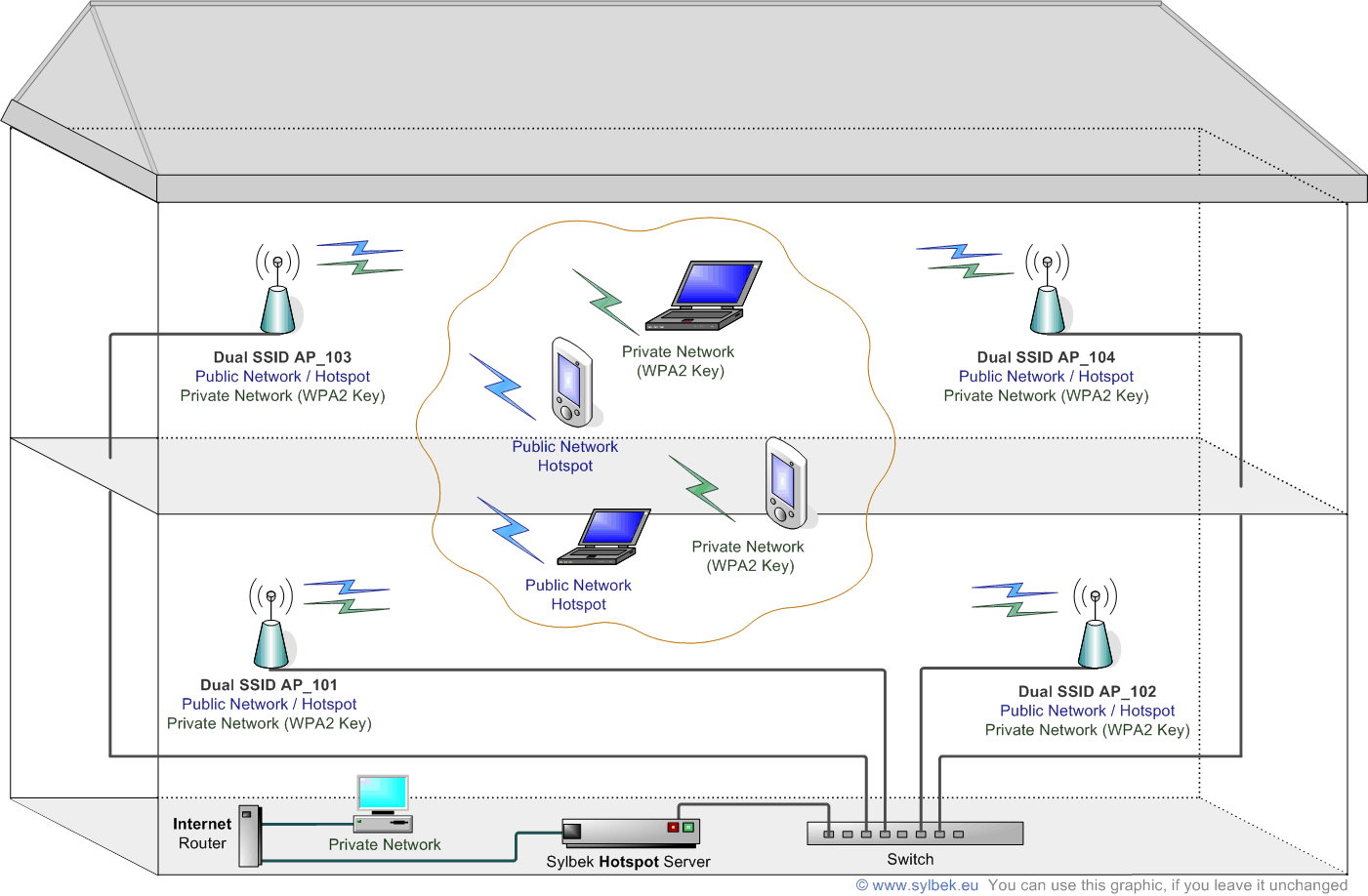
Organización general del servidor.

El SSID (Service Set Identifier) es una secuencia de un máximo de 32 octetos incluida en todos los paquetes de una red inalámbrica para identificarlos como parte de esa red. El código consiste en un máximo de 32 caracteres, que la mayoría de las veces son alfanuméricos (aunque el estándar no lo especifica, así que puede consistir en cualquier carácter). Todos los dispositivos inalámbricos que intentan comunicarse entre sí deben compartir el mismo SSID.
Existen algunas variantes principales del SSID. Las redes ad-hoc, que consisten en máquinas cliente sin un punto de acceso, utilizan el BSSID (Basic Service Set Identifier); mientras que en las redes de infraestructura que incorporan un punto de acceso se utiliza el ESSID (Extended Service Set Identifier). Es posible referirse a cada uno de estos tipos como SSID en términos generales. A menudo al SSID se le conoce como “nombre de la red”.
Uno de los métodos más básicos de proteger una red inalámbrica es desactivar la difusión (broadcast) del SSID, ya que para el usuario medio no aparecerá como una red en uso. Sin embargo, no debería ser el único método de defensa para proteger una red inalámbrica. Se deben utilizar también otros sistemas de cifrado y autentificación.